# Płęsno (jezioro w gminie Brusy)
Płęsno (kaszub. Jezoro Płãsno) – przepływowe jezioro rynnowe na Równinie Charzykowskiej w kompleksie leśnym Borów Tucholskich Zaborskiego Parku Krajobrazowego, w powiecie chojnickim województwa pomorskiego na wysokości 119,5 m n.p.m. Charakteryzuje się wysokimi i całkowicie zarośniętymi brzegami. Północny brzeg jeziora sąsiaduje bezpośrednio z rezerwatem „Bagno Stawek”, zaś dalej na północ znajdują się rezerwaty „Jezioro Nawionek”, „Jezioro Laska” i „Piecki”.
Powierzchnia całkowita: 94,6 ha, maksymalna głębokość: 37 m.